# Malínovka (Rtísxevo)
Malínovka (en rus: Малиновка) és un poble de l'óblast de Saràtov, a Rússia, segons el cens del 2010 tenia 454 habitants. Pertany al districte municipal de Rtísxevo.